# North Omak
North Omak est une census-designated place américaine du comté d'Okanogan, dans le Washington. Sa population s’élevait à 688 habitants lors du recensement de 2010.